# Adetus brasiliensis
Adetus brasiliensis es una especie de escarabajo del género Adetus, familia Cerambycidae. Fue descrita científicamente por Melzer en 1923.
Habita en Brasil. Los machos y las hembras miden aproximadamente 5,5 mm. El período de vuelo de esta especie ocurre en el mes de enero.